# Koronás vízirigó
A koronás vízirigó vagy fehérsapkás  vízirigó (Cinclus leucocephalus) a madarak osztályának a verébalakúak (Passeriformes) rendjéhez és a vízirigófélék (Cinclidae) családjához tartozó faj.

## Előfordulása
Dél-Amerikában, Bolívia, Kolumbia, Ecuador, Peru és Venezuela területén honos.

## Alfajai
- Cinclus leucocephalus leucocephalus
- Cinclus leucocephalus leuconotus
- Cinclus leucocephalus rivularis